# Пјетравајрано
Пјетравајрано (итал. Pietravairano) је насеље у Италији у округу Казерта, региону Кампанија.
Према процени из 2011. у насељу је живело 2201 становника. Насеље се налази на надморској висини од 128 м.

## Становништво
| 1931. | 1936. | 1951. | 1961. | 1971. | 1981. | 1991. | 2001. | 2011. |
| ----- | ----- | ----- | ----- | ----- | ----- | ----- | ----- | ----- |
| 2.688 | 2.866 | 3.019 | 3.156 | 3.054 | 3.092 | 3.107 | 3.022 | 3.018 |